# Сатер Крик (Калифорнија)
Сатер Крик (енгл. Sutter Creek) град је у америчкој савезној држави Калифорнија. По попису становништва из 2010. у њему је живело 2.501 становника.

## Демографија
Према попису становништва из 2010. у граду је живело 2.501 становника, што је 198 (8,6%) становника више него 2000. године.
| Група             | 2000.         | 2010.         |
| Белци             | 2.045 (88,8%) | 2.123 (84,9%) |
| Афроамериканци    | 5 (0,2%)      | 10 (0,4%)     |
| Азијати           | 24 (1,0%)     | 65 (2,6%)     |
| Хиспаноамериканци | 134 (5,8%)    | 219 (8,8%)    |
| Укупно            | 2.303         | 2.501         |